# Grêmio Foot-Ball Porto Alegrense
El Grêmio Foot-Ball Porto Alegrense és un club de futbol brasiler de la ciutat de Porto Alegre a l'estat de Rio Grande do Sul.

## Història
El 7 de setembre de 1903, l'Sport Club Rio Grande jugà un partit d'exhibició a Porto Alegre. Cândido Dias, un emprenedor home originari de l'estat de São Paulo presencià el partit. El 15 de setembre de 1903, ell, juntament amb altres 32 persones, fundaren el nou club. Carlos Luiz Bohrer fou escollit primer president. El mateix dia es fundà un altre, el Fussball Club Porto Alegre. Ambdós clubs intentaren cercar el suport de la comunitat alemanya de la ciutat, però el 16 de març de 1904, el Grêmio derrotà el Porto Alegre per 1-0 i l'esmentada rivalitat s'esvaí en favor del Grêmio. Aquesta condició del club es reflectí en el fet d'imposar limitacions racials entre els jugadors del club. El seu primer jugador negre fou Tesourinha, ja als anys 50.
El major rival actual del Grêmio és l'Sport Club Internacional. Els partits entre ambdós són coneguts com el derbi "Gre-Nal". El primer derbi entre ambdós es disputà el 18 de juliol de 1909, amb victòria del Grêmio per 10-0, tot i que l'esmentada rivalitat entre ambdós clubs encara no s'havia creat.
El 1919, el Grêmio fou un dels fundadors de la Fundação Rio-Grandense de Desportes. Dos anys més tard guanyà el seu primer campionat estatal. El 19 de maig de 1935, el Grêmio es convertí en el primer club de Rio Grande do Sul en derrotar un club paulista, el Santos per 3-2. També fou el primer club de fora de l'estat de Rio de Janeiro que jugà a l'estadi de Maracanã, derrotant el Flamengo per 3-1.
L'any 1981, guanyà el seu primer campionat brasiler de futbol. Dos anys més tard guanyà el seu primer títol internacional, la Copa Libertadores de América, en derrotar el Peñarol. El mateix 1983 es proclamà campió de la Copa Intercontinental de futbol en derrotar el Hamburger SV per 2-1.
El 1989 s'emportà la primera edició de la Copa do Brasil amb un escandalós 6-1 sobre el Flamengo a semifinals, i derrotant l'Sport Recife a la final. L'any 1994, el club guanyà la seva segona Copa do Brasil derrotant el Ceará a la final. El següent any, amb Luiz Felipe Scolari a la banqueta, el club assoleix la seva segona Copa Libertadores després de derrotar l'Atlético Nacional de Colòmbia a la final. En canvi, perdé la final de la Copa Intercontinental contra l'Ajax Amsterdam des del punt de penal.
El 1996, el Grêmio guanya el seu segon campionat nacional, després de vèncer la Portuguesa. El 1997 guanyà la seva tercera copa, derrotant el Flamengo, i el 2001, la quarta, aquest cop vencent el Corinthians.

## Estadi
L'estadi del Grêmio és l'Olimpico Monumental. Aquest fou inaugurat el 19 de setembre de 1954, amb el nom d'Estadio Olimpico. El primer partit enfrontà el Gremio i el Nacional de Montevideo amb resultat final de 2 a 0. El 1980, l'estadi sofrí una remodelació i fou rebatejat amb el nom d'Olimpico Monumental. El seu rècord de públic fou el 26 d'abril de 1981 amb 98.421 espectadors, en un partit contra el Ponte Preta.

## Palmarès
- 1 Copa Intercontinental de futbol: 1983
- 3 Copa Libertadores de América: 1983, 1995, 2017
- 2 Recopa Sud-americana: 1996, 2018
- 2 Campionat brasiler de futbol: 1981, 1996
- 5 Copa brasilera de futbol: 1989, 1994, 1997, 2001, 2016
- 1 Campionat brasiler de segona divisió: 2005
- 1 Supercopa brasilera de futbol: 1990
- 2 Copa Sul: 1960, 1999
- 36 Campionat gaúcho: 1921, 1922, 1926, 1931, 1932, 1946, 1949, 1956, 1957, 1958, 1959, 1960, 1962, 1963, 1964, 1965, 1966, 1967, 1968, 1977, 1979, 1980, 1985, 1986, 1987, 1988, 1989, 1990, 1993, 1995, 1996, 1999, 2001, 2006, 2007, 2010
- 26 Campionat Porto Alegre: 1911, 1912, 1914, 1915, 1919, 1920, 1921, 1922, 1923, 1925, 1926, 1930, 1931, 1932, 1933, 1935, 1937, 1938, 1939, 1946, 1949, 1956, 1957, 1958, 1959 e 1960

## Mascota i colors
La mascota del Grêmio és un mosqueter, anomenat simplement Mosqueteiro. Fou adoptada el 1946.
El Grêmio juga amb samarreta blava, blanca i negra a franges horitzontals, pantalons negres i mitjons blancs. L'evolució de l'uniforme del club ha estat la següent:
Primer uniforme del Grêmio, amb colors diferents dels actuals.
Segon uniforme del club, samarreta blanca i pantaló negre, amb mitjons blancs.
Tercer uniforme del Grêmio, molt semblant a l'actual, però sense les línies blanques.

## Entrenadors destacats
- Ênio Andrad
- Evaristo de Macedo
- Luiz Felipe Scolari
- Telê Santana
- Tite
- Valdir Espinosa

## Jugadors destacats
| - Adílson Batista - Airton Pavilhão - Alcindo - Atilio Ancheta - Anderson - Anderson Polga - Baltazar - Calvet - Danrlei - De León - Dinho | - Douglas Costa - Éder Aleixo de Assis - Eduardo Costa - Edinho - Emerson - Émerson Leão - Eurico Lara - Everaldo - Francisco Arce - Hernâni José da Rosa - Mário Jardel | - Marcelinho - Mauro Galvão - Mazarópi - Ortunho - Paulo Isidoro - Paulo Nunes - Renato Gaúcho - Ronaldinho - Tarciso - Tesourinha - Zinho |